# Rino Carlesi
Dom Rino Carlesi MCCJ (Montemurlo, 11 de agosto de 1922 — Milão, 25 de agosto de 1999) foi um religioso italiano, Bispo prelado de Santo Antônio de Balsas, Bispo Titular da África e Bispo da Diocese de Balsas de 26 de outubro de 1981 a 15 de abril de 1998. Aposentou-se devido ao seu estado debilitado de saúde, tornou-se Bispo Emérito de Balsas no leito de sua morte.

## História
Nascido na Itália, ordenou-se sacerdote em 1947. Viajou para o Brasil com vários outros Missionários Combonianos. Chegou ao Sul do Maranhão onde foi nomeado Bispo da Prelazia de Santo Antônio de Balsas e ao mesmo tempo Bispo Titular da África.
Dois anos depois foi ordenado como Bispo Titular da África, de onde resignou-se em 1978.
Voltando ao Maranhão e à Balsas (antes Santo Antônio de Balsas) deixando de ser Bispo Prelado para se tornar Bispo de Balsas.
Rino Carlesi foi o grande incentivador da Missão Comboniana no Brasil e no mundo.
Incentivou e apoiou a ordenação de Dom Franco Masserdotti como seu bispo coadjutor em 1996. Rino Carlesi e Franco Masserdotti sempre foram grandes amigos, de longas jornadas. Carlesi entregou o cargo de Bispo de Balsas a Masserdotti em 1998 devido ao seu agravado estado de saúde.
Dom Rino Carlesi viaja para a Itália aonde vem a falecer em 25 de agosto de 1999. Seu caixão viajou por várias cidades italianas até chegar ao Brasil e à Balsas aonde foi velado e sepultado no interior da Catedral do Sagrado Coração de Jesus, abaixo do quadro de Nossa Senhora de Guadalupe da qual ele era muito devoto. Tornou-se Bispo Emérito de Balsas no leito de sua morte. Ao falecer, seu sucessor Franco Masserdotti foi enterrado ao seu lado como símbolo da grande amizade e respeito entre ambos.